# Gavello
Predefinição:Info/Comune da Itália

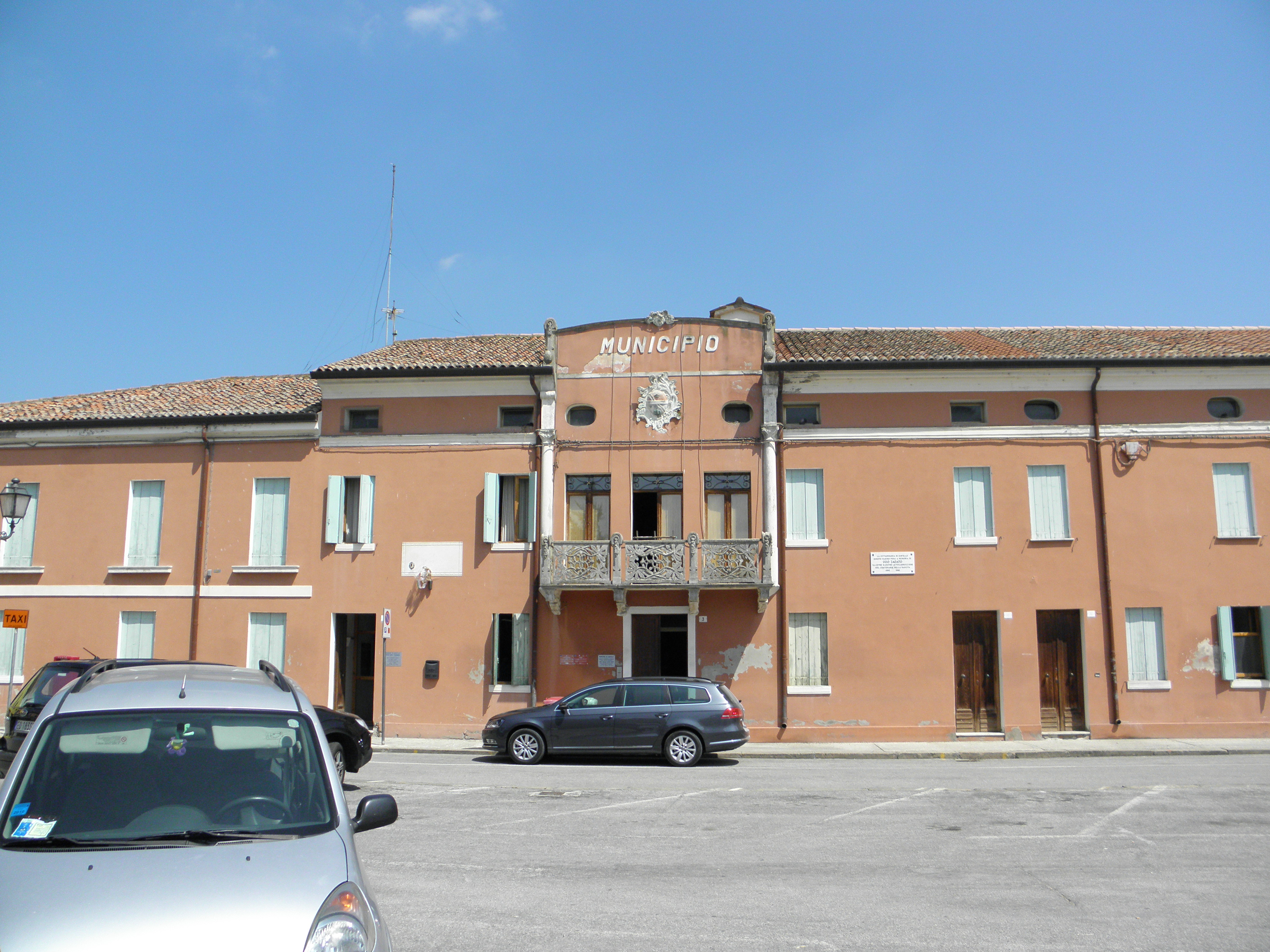
Sede do município de Gavello

Gavello é uma comuna italiana da região do Vêneto, província de Rovigo, com cerca de 1.641 habitantes. Estende-se por uma área de 24 km², tendo uma densidade populacional de 68 hab/km². Faz fronteira com Adria, Ceregnano, Crespino, Villanova Marchesana.

## Demografia
| Variação demográfica do município entre 1861 e 2011                               |
|                                                                                   |
| Fonte: Istituto Nazionale di Statistica (ISTAT) - Elaboração gráfica da Wikipedia |